# Oumar Solet
Oumar Mickael Solet Bomawoko (Melun, 2000. február 7. –) francia korosztályos válogatott labdarúgó, az Udinese játékosa.

## Pályafutása

### Klubcsapatokban
Korosztályos szinten megfordult a Dammarie-les-Lys, azn US Créteil, a Villejuif és a Stade Laval csapataiban. 2017. augusztus 4-én mutatkozott be a Laval első csapatában a francia harmadosztályban az US Concarneau ellen. 2018. január 22-én csatlakozott az Olympique Lyonnais kölcsönben, majd végleg. 2020. január 17-én az osztrák Red Bull Salzburg szerződtette 4.5 millió euróért, ami 8.5 millióra is nőhet, valamint a következő eladási ár 15 százaléka a Lyoné, 900 ezer eurót pedig még ebben az évben a Laval. Október 24-én debütált az Austria Wien ellen 2–0-ra megnyert bajnoki mérkőzésen csereként. 2022. május 8-án az első bajnoki gólját szerezte meg a Wolfsberger ellen 4–0-ra megnyert találkozón. 2024. szeptember 14-én közös megegyezéssel felbontották a szerződését. 2024. október 1-jén jelentette be az olasz Udinese csapata, hogy 2025. január 1-jétől csatlakozik a klubhoz.

### A válogatottban
Franciaországban született, de Közép-afrikai Köztársasági származású is. Tagja volt a 2017-es U17-es labdarúgó-világbajnokságon és a 2019-es U19-es labdarúgó-Európa-bajnokságon résztvevő válogatottnak.

## Család
Testvére Isaac Solet a Szlavija Szofija csapatának a labdarúgója.

## Sikerei, díjai
- Red Bull Salzburg
  - Osztrák Bundesliga bajnok: 2020–21, 2021–22, 2022–23
  - Osztrák kupagyőztes: 2020–21, 2021–22